# Saint-Mars-sur-la-Futaie

Saint-Mars-sur-la-Futaie este o comună în departamentul Mayenne, Franța. În 2009 avea o populație de 623 de locuitori.